# Nuuautin Indian Reserve 2
Nuuautin Indian Reserve 2 är ett reservat i Kanada.   Det ligger i provinsen British Columbia, i den södra delen av landet, 3 400 km väster om huvudstaden Ottawa.
I omgivningarna runt Nuuautin Indian Reserve 2 växer i huvudsak barrskog. Runt Nuuautin Indian Reserve 2 är det ganska glesbefolkat, med 34 invånare per kvadratkilometer.